# 武井誠 (ドラマー)
武井 誠（たけい まこと、1974年10月31日 - ）は日本のドラマー。群馬県高崎市出身。

## 略歴
- 地元群馬で『ARCTIC OCEAN』や『VISEE』、『TECHNO URBAN』といったバンドなどで活動する。

- 1999年11月、前ドラム松井克弥の後任として、誠名義で『cali≠gari』に加入（第6期cali≠gari）。

- 2000年6月、ボーカルの秀児が失踪し、後任に石井秀仁が加入（第7期cali≠gari）、名義を武井誠に変更。

- 2001年12月、メンバーのソロ企画盤「カリガリじゃないじゃない(T_T)」で、3ピーステクノポップユニット『㈲高井戸工場』を結成。

- 2002年4月、マキシシングル「第7実験室予告版～マグロ～」でメジャーデビュー。

- 2003年6月、cali≠gariが無期限活動停止。

- 2003年11月、元ARCTIC OCEANのメンバーを中心としたバンド、『Cyanotype』を結成。他のメンバーは山岸正明（Vo、Gt）中村益久（Gt、Key）亀倉武士（Ba、Gt）。後に石井秀仁（Gt、Pro）加入。

cali≠gariの活動停止後のその他の活動は、桜井青のバンドlab.にKJUN名義で加入（後に脱退）。石井秀仁のバンドgoatbedに加入（後に脱退？）。
他には雅-miyavi-やkannivalismやDIGOのサポート、ライブイベントでのセッションなど、精力的に活動する。
- 2009年、元THE☆SCANTYのFUTAMI(Vo/G)とAKANE(Vo/B)の新ユニット、PLINK?にサポートドラムスで参加する。

- 2009年4月、cali≠gariが消費期限付きで復活。復帰する。

- 2009年12月2日にリリースされたライブDVD「從」の特典CD「はからず mo ワンモア・キッス」は「武井誠デビューシングル」と称され、彼がメインボーカルをとる一曲である。ちなみに内容は、cali≠gariのアルバム「第6実験室」に収録されている「ただいま。」の替え歌である。また、この曲は2009年6月20日のZepp TOKYOでの復活ライブにてPVが流された（「從」にも収録）が、そのとき使用されたものと若干異なっており、PVでは「ただいま。」原曲とキー、テンポが同じであったが、特典CDではこの２つを下げたものが収録されている。
- 2014年10月3日、新宿LOFT『トコママン with #7.01』にてcali≠gariを脱退。

## 人物
- cali≠gari在籍時の趣味はパチンコ。
- ギターも演奏することができる。ボサノバを弾いて青を驚かせた
- cali≠gari加入の際、電話でスカウトされた。加入する前はエアコン設置の仕事をしていたとMの黙示録で語っている。
- CONVERSEのシューズを愛用している。理由はCONVERSEじゃないとドラムを叩けないということと、いつでもドラムを叩けるように。
- cali≠gari脱退後は武竹、タケイミゼル、BOØWY杉並などコピーバンドに参加することが多い。